# Антон Цанков
Антон Киряков Цанков е български търговец и просветен деец.

## Биография
Роден е през 1818 година в Свищов в семейството на виден местен търговец, негов по-малък брат е бъдещият политик Драган Цанков. Завършва гимназия в Атина, след което се установява във Виена, където развива успешна търговска дейност.
Антон Цанков умира през 1891 година във Виена.

### Книжовна дейност
Превежда книги от немски на гръцки, между които сборника "Пътеводител за благополучен живот". През 1850 година финансира издаваното за кратко от Иван Добровски списание „Мирозрение“.
Заедно с брат си съставя българска граматика на немски, издадена през 1852 г. във Виена под заглавие "Grammatik der bulgarischen Sprache". Това е първата съвременна граматика на българския език и представлява едно граматическо описание, опряно на народния език, придружено от речник и разговорник, в което се съдържа ценна информация за състоянието и развитието на българския език в средата на ХIХ век и за условията, при които протича формирането на неговата книжовна форма. Граматиката става основа за Кратка българска граматика на Андрей Пастори, издадена през 1856 г. на латински език, както е посочено на заглавната страница на изданието.

### Семейство
Антон Цанков е син на богатия свищовски търговец Киряк (Гика) Цанков. Брат е на известният общественик и политик Драган (Димитър) Цанков. 
Синове на Антон Цанков са революционерът Киряк Цанков и офицерът Владимир Цанков.